# 1837 en arts plastiques
| Années des arts plastiques : 1834 - 1835 - 1836 - 1837 - 1838 - 1839 - 1840    |
| Décennies des arts plastiques : 1800 - 1810 - 1820 - 1830 - 1840 - 1850 - 1860 |

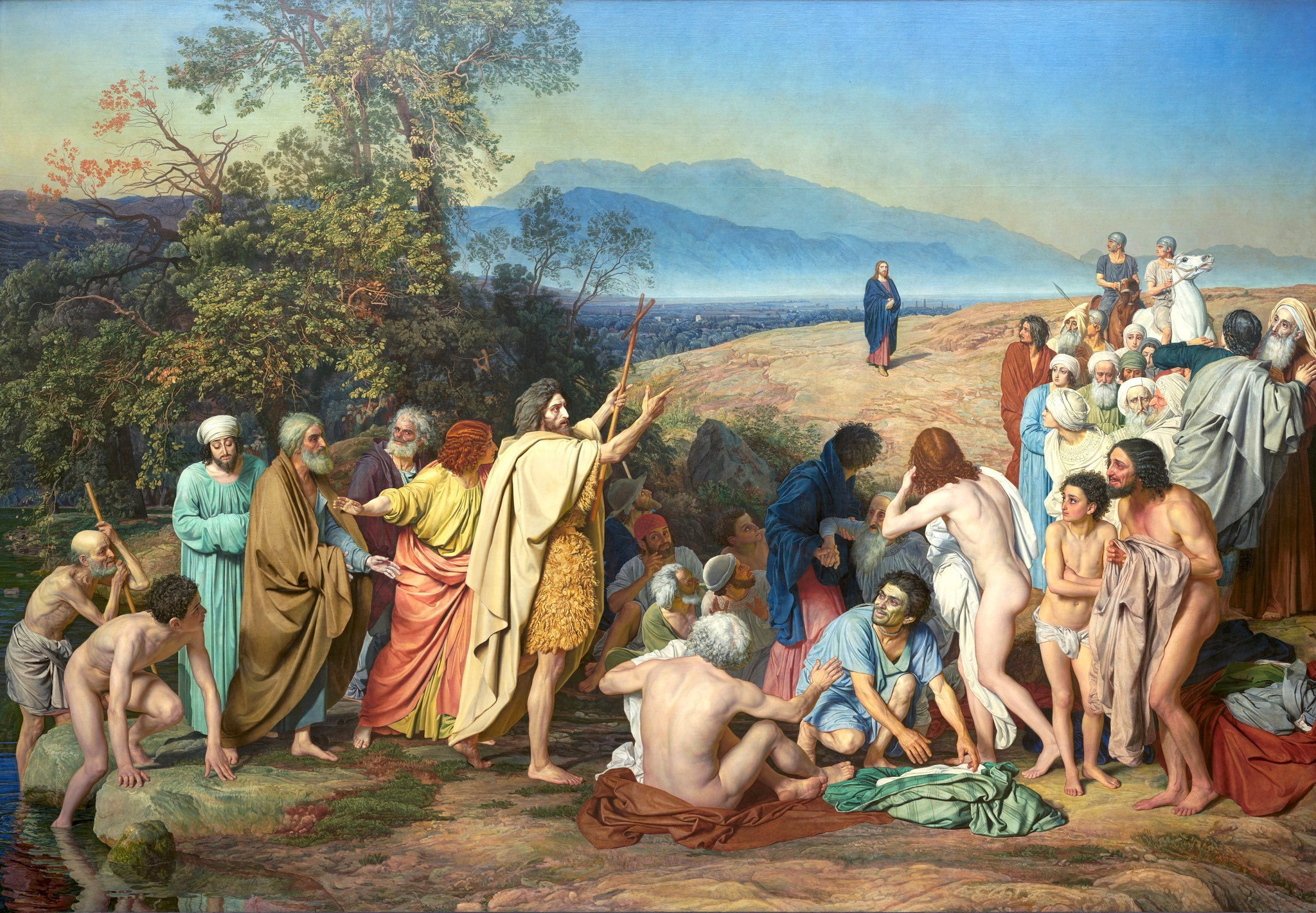
L’Apparition du Christ au peuple, tableau monumental d’Ivanov.

Cette page concerne l'année 1837 en arts plastiques.

## Naissances
- 11 janvier : Edme-Émile Laborne, peintre et dessinateur français († 21 mai 1913),
- 22 janvier : Achille Talarico, peintre italien de l'école napolitaine († 24 mars 1902),
- 25 janvier : Tomioka Tessai, peintre japonais († 31 décembre 1924),
- 12 février : Thomas Moran, peintre américain († 25 août 1926),
- 14 février : Eugène Bellangé, peintre français († 4 mai 1895),
- 17 février : Pierre Auguste Cot, peintre français († 2 juillet 1883),
- 18 février : Alfred Serre, dessinateur, peintre, émailleur d'art et céramiste français († 15 janvier 1906),
- 11 mars : Pierre Méjanel, peintre et illustrateur français († 15 décembre 1905),
- 28 mars : Emily Cumming Harris, peintre néo-zélandaise († 5 août 1925),
- 10 avril : Tranquillo Cremona, peintre italien († 10 juin 1878),
- 13 avril : Nikolaï Dmitriev-Orenbourgski, peintre russe († 3 mai 1898),
- 5 mai : Petrus Van der Velden, peintre et graveur néerlandais et néo-zélandais († 11 novembre 1913),
- 8 mai : Alphonse Legros, peintre, graveur et sculpteur britannique d'origine française († 8 décembre 1911),
- 16 mai : Gaetano D'Agostino, peintre italien († 17 septembre 1914),
- 8 juin : Ivan Kramskoï, peintre et critique d'art russe († 5 avril 1887),
- 3 juillet : Jean-Paul Aubé, sculpteur et médailleur français († 23 août 1916),
- 4 juillet : Carolus-Duran, peintre français († 17 février 1917),
- 26 juillet : Georges Hébert, peintre français († 1884),
- 28 juillet : Robert Charles Goff, graveur et peintre britannique († 1er juillet 1922),
- 29 juillet : Ferdinand Levillain, sculpteur, orfèvre et médailleur français († 8 janvier 1905),
- 30 juillet : Johann Gottlieb Wenig, peintre russe († 1872),
- 26 août : Émile-Henri Brunner-Lacoste, peintre français († 27 mars 1881),
- 1er septembre : Tony Robert-Fleury, peintre d'histoire et portraitiste français († 8 décembre 1911),
- 5 septembre : Alexandre Frédéric Cogez, sculpteur sur bois français († 4 février 1896),
- 14 septembre : Okuhara Seiko, artiste bunjin-ga japonaise († 28 juillet 1913),
- 22 septembre : Guillaume Régamey, peintre français († 3 janvier 1875),
- 24 septembre : Alfred Cluysenaar, peintre belge (° 1902),
- 28 septembre : Paul Nanteuil, peintre, dessinateur, graveur et enseignant français († 8 janvier 1901),
- 4 octobre : Elizabeth Jane Gardner Bouguereau, peintre américaine († 28 janvier 1922),
- 2 novembre : Eugénie Gruyer-Brielman, peintre et dessinatrice française († 5 décembre 1921),
- ? :
  - Karl Bögler, peintre allemand († 1866),
  - Ferdinand Bonheur, peintre français († 2 novembre 1893),
  - Federico del Campo, peintre péruvien († 1923),
  - Egisto Sarri, peintre italien († 1901),
  - Federigo Pastoris, peintre et graveur italien († 1888),
  - Leonid Solomatkine, peintre de genre russe († 16 juin 1883).

## Décès
- 11 janvier : François Gérard, peintre français (° 1770),
- 8 mars : Domingos Sequeira, peintre portugais (° 10 mars 1768),
- 31 mars : John Constable, peintre britannique (° 11 juin 1776),
- 18 avril : Giovanni Migliara, enseignant et peintre italien (° 5 octobre 1785),
- 10 mai : Nicolas Perseval, peintre français (° 1er avril 1745),
- 18 mai : Marguerite Gérard,  peintre française (° 28 janvier 1761),
- 27 mai : William Anderson, peintre britannique (° 1757),
- 5 juillet : Vincenzo Riolo, peintre italien (° 14 février 1772),
- 22 juillet : Anton Sminck Pitloo, peintre italien d'origine néerlandaise (° 21 avril 1790),
- 9 août : Xavier Sigalon, peintre romantique français (° 1787),
- 7 septembre : Pierre-Auguste Vafflard, peintre d'histoire, de genre et de portraits français (° 19 décembre 1777),
- 29 septembre : Eustache-Hyacinthe Langlois, peintre, dessinateur, graveur et écrivain français (° 3 août 1777),
- 7 décembre : Alfred Johannot, peintre et graveur français (° 21 mars 1800),
- Sengai, moine bouddhiste et peintre japonais (° 1750).